# Boylan-Dew-Syndrom
Das Boylan-Dew-Syndrom ist eine sehr seltene angeborene Erkrankung mit den Hauptmerkmalen einer Arthrogryposis multiplex congenita kombiniert mit bei Geburt bestehender Lähmung. Meistens führt die Erkrankung innerhalb weniger Lebensmonate zum Tode.
Synonyme sind: Neuropathie, hypomyelinisierte – Arthrogrypose, autosomal-rezessiv; englisch Boylan Dew Greco syndrome
Die Namensbezeichnung bezieht sich auf die Autoren der Erstbeschreibung aus dem Jahre 1992 durch die US-amerikanischen Ärzte Kevin B. Boylan, Donna M. Ferriero, Claudia M. Greco, R. Ann Sheldon und Michael Dew.

## Verbreitung
Die Häufigkeit wird mit unter 1 zu 1.000.000 angegeben, die Vererbung erfolgt autosomal-rezessiv.

## Ursache
Orphanet verlinkt das Syndrom mit folgenden Einträgen in Online Mendelian Inheritance in Man (OMIM):
- Syndrom der letalen Kontrakturen Typ 7, Mutationen im CNTNAP1-Gen auf Chromosom 17 Genort q21.2[3]
- Syndrom der letalen Kontrakturen Typ 8, Mutationen im ADCY6-Gen auf Chromosom 12 Genort q13.12[4]
- Arthrogryposis multiplex congenita mit Myelindefekt, Mutationen im LGI4-Gen auf Chromosom 19 Genort q13.12[5]
- Kongenitale Hypomyelinisierende Neuropathie Typ 3, Mutationen im CNTNAP1-Gen auf Chromosom 17 Genort q21.2[6]

## Klinische Erscheinungen
Klinische Kriterien sind:
- Manifestation vor der Geburt
- verminderte oder ausbleibende Kindsbewegungen
- spät auftretendes Polyhydramnion
- multiple Gelenkkontrakturen bei Geburt
- Klumpfuß
- ausgeprägte motorische Lähmung mit Schluckstörung, Atembehinderung und fehlenden Muskeleigenreflexen
- Versterben innerhalb der ersten drei Lebensmonate